# یوری شلپنی‌تسکی
یوری شلپنی‌تسکی (اوکراینی: Юрій Григорович Шелепницький؛ زادهٔ ۱۸ ژانویهٔ ۱۹۶۵) بازیکن فوتبال اهل اوکراین است.
از باشگاه‌هایی که در آن بازی کرده‌است می‌توان به باشگاه فوتبال ترابزون‌اسپور، باشگاه فوتبال دنیزلی اسپور، باشگاه فوتبال آلتای اسپور، و باشگاه فوتبال چورنومورتس اودسا اشاره کرد.
وی همچنین در تیم ملی فوتبال اوکراین بازی کرده‌است.